# Kanton Mérignac-2
Kanton Mérignac-2 (fr. Canton de Mérignac-2) je francouzský kanton v departementu Gironde v regionu Akvitánie. Tvoří ho tři obce.

## Obce kantonu
- Martignas-sur-Jalle
- Mérignac
- Saint-Jean-d'Illac